# Lucinda Whitty
Lucinda Whitty, född den 9 november 1989 i Darlinghurst i Australien, är en australisk seglare.
Hon tog OS-silver i match racing i samband med de olympiska seglingstävlingarna 2012 i London.